# Божиново (Вармінсько-Мазурське воєводство)
Божиново (пол. Borzynowo, нім. Briensdorf) — село в Польщі, у гміні Пасленк Ельблонзького повіту Вармінсько-Мазурського воєводства.
Населення — 159 осіб (2011).
До с. Божиново в рамках злочинної акції "Вісла" потрапила українська родина Дмитра і Анни Зільник.
У 1975-1998 роках село належало до Ельблонзького воєводства.

## Демографія
Демографічна структура станом на 31 березня 2011 року:
|          | Загалом | Допрацездатний вік | Працездатний вік | Постпрацездатний вік |
| -------- | ------- | ------------------ | ---------------- | -------------------- |
| Чоловіки | 81      | 13                 | 60               | 8                    |
| Жінки    | 78      | 14                 | 43               | 21                   |
| Разом    | 159     | 27                 | 103              | 29                   |